# Aldino Rossetti
Aldino Rossetti (Casaleone, 14 marzo 1901 – ...) è stato un calciatore italiano, di ruolo portiere.

## Carriera
Debutta in massima serie con il Verona nella stagione 1920-1921; difende la porta dei gialloblu per sei anni totalizzando 49 presenze.
Successivamente milita nel Venezia.